# تشين كوتس
تشين كوتس (بالإنجليزية: Cheyne Coates)‏ هي مغنية وكاتبة غنائية أسترالية، ولدت في 6 سبتمبر 1970.

## وصلات خارجية
- تشين كوتس على موقع IMDb (الإنجليزية)
- تشين كوتس على موقع ميوزك برينز (الإنجليزية)
- تشين كوتس على موقع أول ميوزيك (الإنجليزية)
- تشين كوتس على موقع أول ميوزيك (الإنجليزية)
- تشين كوتس على موقع أول ميوزيك (الإنجليزية)
- تشين كوتس على موقع ديسكوغز (الإنجليزية)